# Anacroneuria otun
Anacroneuria otun är en bäcksländeart som beskrevs av Bill P.Stark och Maria del Carmen Zúñiga 2007. Anacroneuria otun ingår i släktet Anacroneuria och familjen jättebäcksländor. Inga underarter finns listade i Catalogue of Life.